# Схиблений на часі
«Схиблений на часі» (англ. Time Freak) — американська науково-фантастична драмедія 2018 року режисера та сценариста Ендрю Бовлера. Прем'єра стрічки відбулась 9 листопада 2018 року в кінотеатрах і цифровому форматі.

## Сюжет
Студент факультету фізики та геній Стіллман намагається з'ясувати, що викликало незадоволення її подружки Деббі, що призвело до розірвання їхніх стосунків. Стіллман і його найкращий друг Еван згадують щасливі та погані дні пари, які могли б і не могли б підштовхнути дівчину на такий крок.
Стіллман нарешті створює машину часу. Він з другом повертається до дня зустрічі з Деббі. Стіллман планує діяти по-іншому, поки не зникне останнє повідомлення від Деббі. Друзі їдуть на зустріч з Деббі, Карлі та Раяном. Стіллман показує їм свій улюблений фільм, але вони цього не цінують і знущаються з фільму. Стіллман засмучується і ображає Карлі. Вони не один раз повертаються назад, коли ситуація йде не так. Нарешті, Стіллман змінює ситуацію і Деббі дивиться на нього з любов'ю. Пізніше вони сидять біля дому Евана, де Еван намагається залишити повідомлення для свого майбутнього «я», щоб він міг закінчити навчання.
Еван сідає в ліфт, а Деббі та Стіллман підійматися сходами на дах, де має бути вечірка. Двері зачиняються за ними, Деббі та Стіллман залишаються зачиненими. Дівчина починає панікувати, але Стіллман легко відчиняє двері, чим вражає Деббі. Стіллман знову і знову переживає моменти, прагнучи зупинити розставання.
Стіллман і Деббі йдуть на вечірку, на якій Стіллман підтримує відчуття щастя Деббі. Прокинувшись наступного дня, Стіллман бачить, що текст зник і Деббі більше не кине його. Друзі повертаються до теперішнього часу.
Стіллман приїздить до Деббі, вони займаються сексом. Пара планує вечерю на день народження для Стіллмана. Деббі затримується на годину, тому їхній столик віддають, що засмучує іменинника. Пізніше Деббі пише своєму хлопцеві про необхідність розмови.
Через два роки Деббі і Стіллман одружуються і вечеряють зі своїми друзями, зокрема з Еваном і його новою подружкою. У Деббі є запис для нового альбому, але вона не переймається цим і вже не прагне бути музикантом. Деббі обговорює те, що вона з чоловіком ніколи не сваряться.
Стіллман помічає залежність Евана від машини часу і це робить їх життя занадто досконалим, а Деббі нещасною. Деббі пропонує народити дитину, щоб знову бути щасливою. Еван просить Стіллмана не знищувати машину часу, між ними відбувається суперечка, внаслідок якої Деббі знаходить машину часу і це засмучує її. Вони повертаються в день їхнього знайомства. Еван переслідує його, щоб переконатися, що він придумав теорему для машини часу. Стіллман виявляє, що вони не можуть повернутися назад, оскільки його телефон не підключений. Стіллман цілує Деббі, а потім починає її покидати. Її свідомість з майбутнього повертається, вони починають сперечатися, але врешті миряться.

## У ролях
| Актор                | Роль        |
| -------------------- | ----------- |
| Ейса Баттерфілд      | Стіллман    |
| Софі Тернер          | Деббі       |
| Скайлер Гісондо      | Еван        |
| Вілл Пелтц           | Раян        |
| Обрі Рейнольдс       | Блу Ріббонс |
| Мері Елізабет Бойлан | Софія       |
| Джилліан Джой        | Карлі       |
| Марк Блокович        | меценат     |

## Виробництво
У квітні 2017 році стало відомо, що Ейса Баттерфілд, Софі Тернер, Скайлер Гісондо, Вілл Пелтц, Обрі Рейнольдс, Джилліан Джой отримали ролі в фільмі Ендрю Бовлера.
Зйомки фільму проходили в штаті Юта, зокрема в Солт-Лейк-Сіті.

## Сприйняття

### Критика
Фільм отримав негативні відгуки. На сайті Rotten Tomatoes середня оцінка стрічки становить 5,92/10 на основі 3 відгуків від критиків і 53 % від глядачів із середньою оцінкою 3,41/5 (149 голосів). Фільму зарахований «розсипаний попкорн» від глядачів, Internet Movie Database — 5,8/10 (4 366 голосів), Metacritic — 4,8/10 (11 відгуків від глядачів).

### Номінації та нагороди
| Нагороди та номінації фільму «Схиблений на часі» | Нагороди та номінації фільму «Схиблений на часі» | Нагороди та номінації фільму «Схиблений на часі» | Нагороди та номінації фільму «Схиблений на часі» | Нагороди та номінації фільму «Схиблений на часі» | Нагороди та номінації фільму «Схиблений на часі» |
| Рік                                              | Кінофестиваль/кінопремія                         | Категорія/нагорода                               | Номінант                                         | Результат                                        |                                                  |
| ------------------------------------------------ | ------------------------------------------------ | ------------------------------------------------ | ------------------------------------------------ | ------------------------------------------------ | ------------------------------------------------ |
| 2019                                             | «Сатурн»                                         | Найкраще DVD-/Blu-Ray-видання фільму             | «Схиблений на часі»                              | Номінація                                        |                                                  |